# 2-я пехотная дивизия (Польша)
2-я пехотная дивизия (пол. 2 Dywizja Piechoty Legionów (2 DP Leg.)) — соединение пехоты Польской армии Польской Республики.

## История формирования дивизии
21 февраля 1919 года в Яблонно-Зегже была сформирована 1-я пехотная дивизия легионов. Первоначально состояла из трех полков. 23 мая 1919 года переименована в 2-ю пехотную дивизию легионов. В состав дивизии входили 2-я и 4-я пехотные бригады легионов и 2-я артиллерийская бригада Легионов. С 14 июня 1919 года во избежание путаницы при определении 1-й или 2-й пехотных дивизий легионов рядом с названием дивизии следовало указывать, в скобках, фамилию командира, например, 1-й пехотной дивизии легионов (генерал-майора Смиглы).

## Боевой путь дивизии

### Действия на Виленщине
Бои за Вильнюс

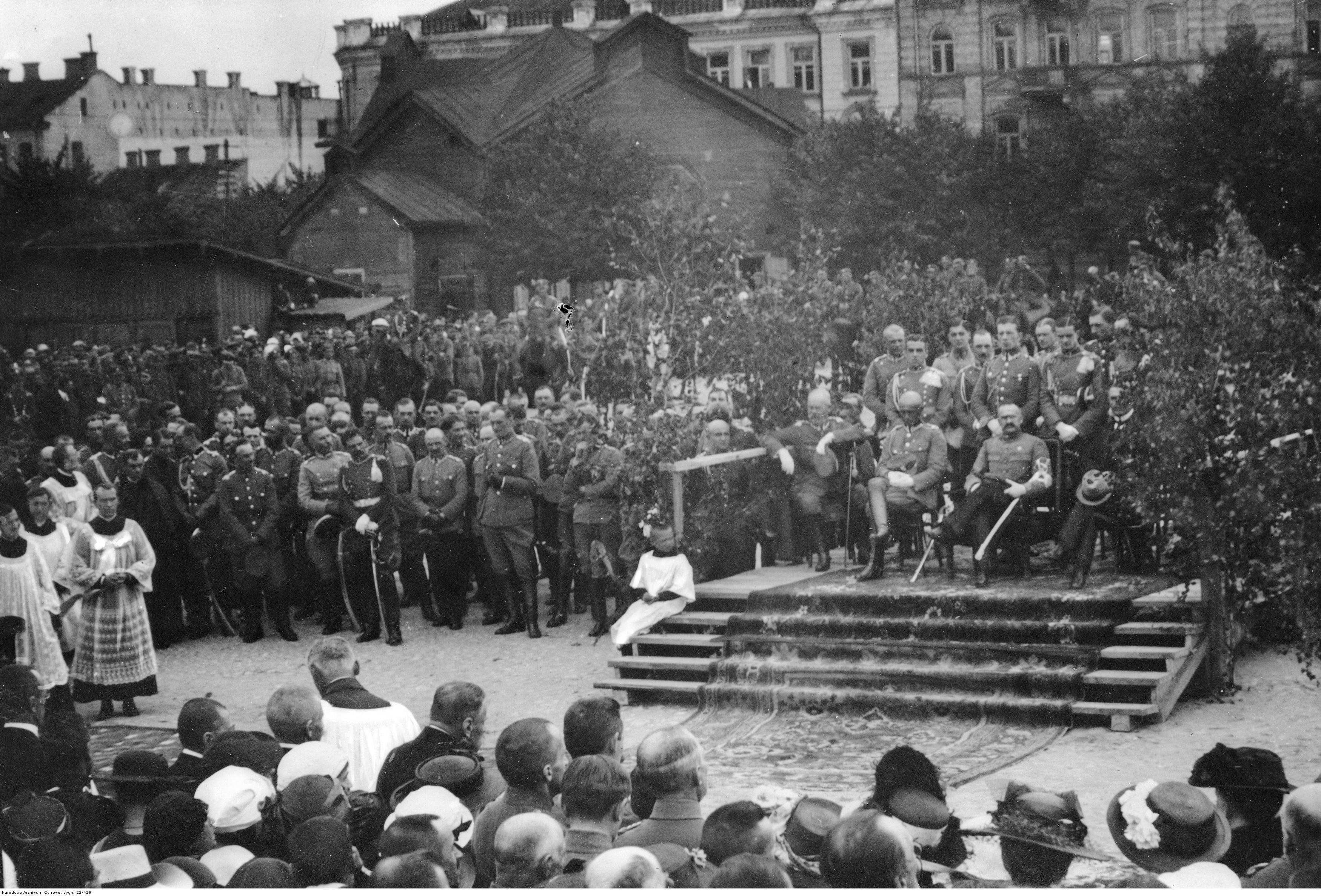
Глава государства Юзеф Пилсудский в Вильнюсе после захвата города польской Армией; апрель 1919

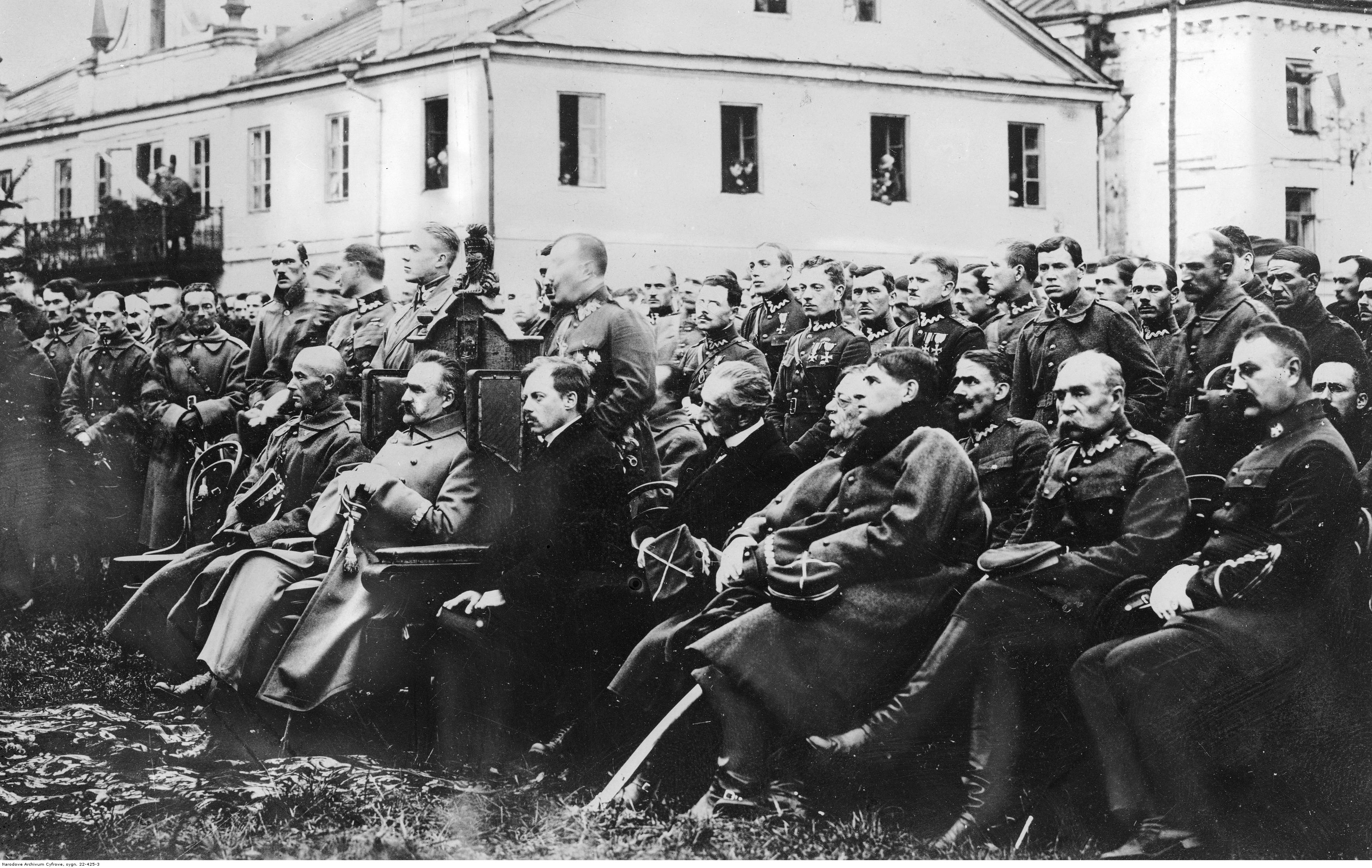
Посещение литовско-белорусского фронта Юзефом Пилсудским; середина месса Гродно, 1 июня 1919

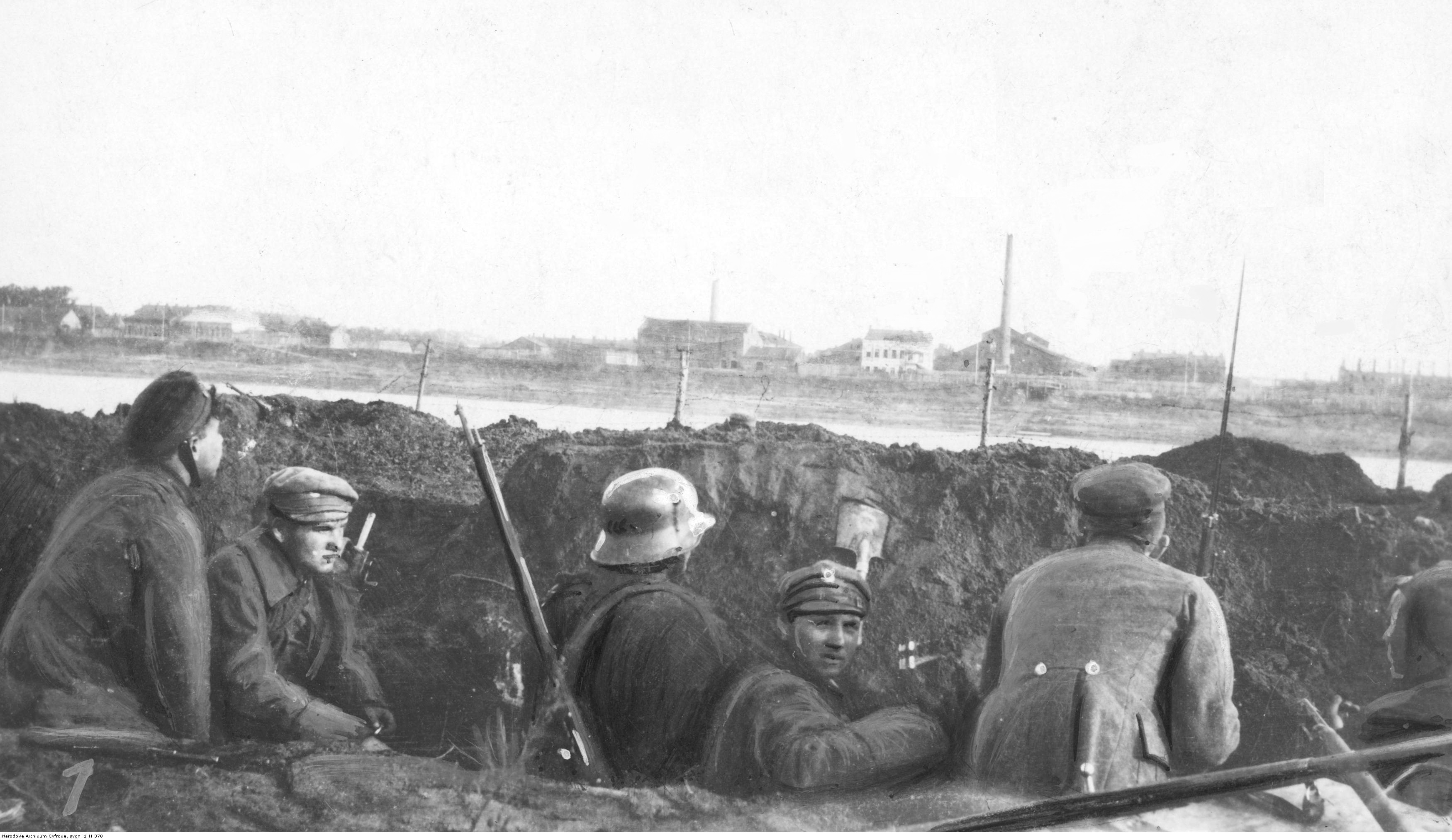
Польские солдаты в окопах на Двине; октябрь 1919

В связи спланированным наступлением на Вильнюс войска дивизии не успели закончить подготовку. Разработанный план действий предполагал овладение Лидой и стремительный рейд на Вильнюс силами конницы, которая должна была занять город врасплох и удерживать его до наступления пехоты. 16 апреля вслед за кавалерийской группой подполковник В. Владислава Белина-Пражмовского, двинулась 2-я пехотная дивизия легионов генерала вертеле-Рыжа в направлении на Лиду. Во главе шел отряд подполковника. Стефана Демба-Бирнацкого в составе двух батальонов 5-й ПП. и батальон 6-й ПП. Лиду захватили 17 апреля[5]. 19 апреля в товарный поезд был загружен третий батальон 1-й ПП. капитана Владислава Лангнера и направили в Вильнюс. Прибыв в город, батальон обеспечил железнодорожный вокзал и отправил несколько транспортов за остальными подразделениями дивизии. В ночь с 20 на 21 апреля достигли Вильнюса главные силы дивизии. Пехота ослабила кавалерию подполковника. Белины и на рассвете набросились на противника. На каждом этапе наступления с пехотинцами взаимодействовали самозабвенно хватавшиеся за оружие гражданские лица. К вечеру весь город был захвачен. Были разбиты бригады" Литовской «дивизии Красной Армии и полки» Виленский «и» Люблинский " Западной стрелковой дивизии. В плен попало 2000 пленных, было захвачено оружие и другая военная техника[6].

### Майская операция РККА

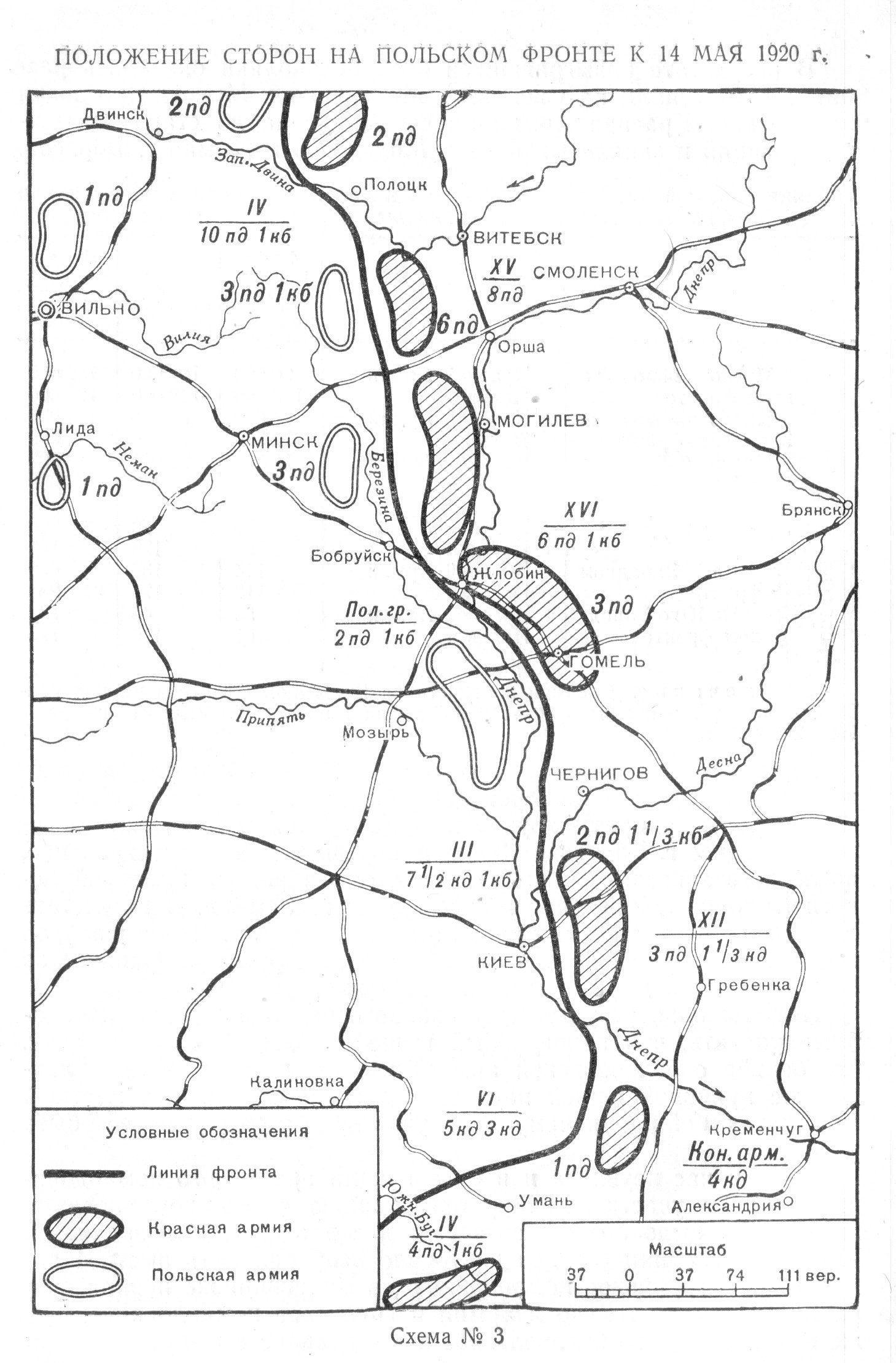
Положение сторон на польском фронте к 14 мая 1920 г.

#### Ход майской операции Красной Армии
14 мая началось контрнаступление Красной Армии по всей полосе Северного фронта.